# Tejado
Tejado è un comune spagnolo di 194 abitanti situato nella comunità autonoma di Castiglia e León.